# Лека (Кантемірський район)
Лека (рум. Leca) — село в Кантемірському районі Молдови. Входить до складу комуни з адміністративним центром у селі Антонешть.

## Населення
За даними перепису населення 2004 року у селі проживали 484 особи.
Національний склад населення села:
| Національність | Кількість осіб |
| -------------- | -------------- |
| молдавани      | 469            |
| українці       | 6              |
| росіяни        | 4              |
| болгари        | 3              |
| інші           | 2              |
| Всього         | 484            |